# Iniciativa de Transparencia en la Industria Extractiva

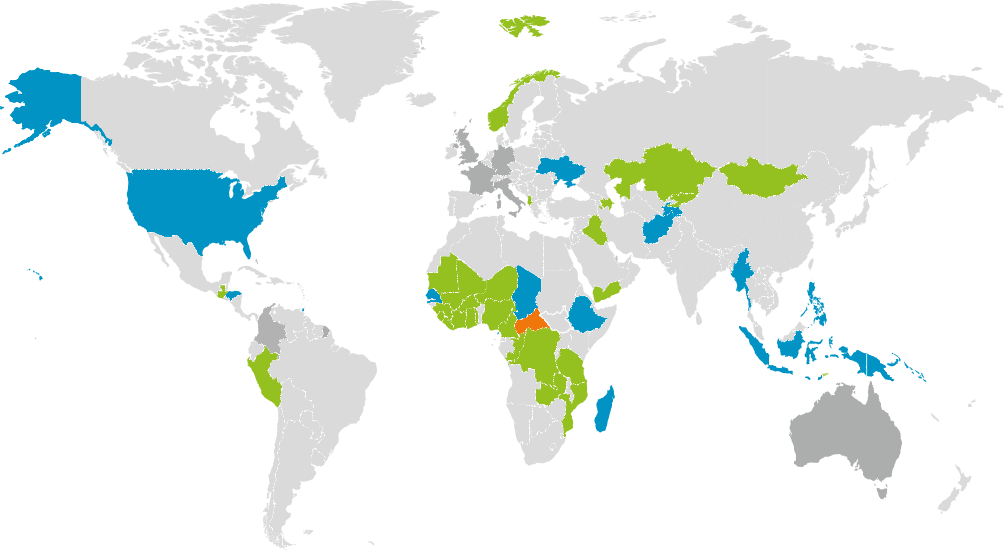
Mapa con los países que forman parte del EITI.

La Iniciativa de Transparencia en la Industria Extractiva  (EITI por su nombre en inglés) es un programa para aumentar la transparencia acerca de pagos por empresas privadas de los sectores minero o petrolero a los gobiernos y entidades ligadas a los gobiernos así como también aumentar la transparencia sobre los ingresos recibidos por los países en los cuales esas industrias están asentadas.

## Historia
La iniciativa fue implementada a partir de una campaña internacional, principalmente en Europa, llamada “Publiquen lo que pagan”., que se refería especialmente a los pagos "grises" de las empresas petroleras, con el objetivo de hacer obligatoria la publicación de tales pagos.
En el 2002 Tony Blair - entonces primer ministro del Reino Unido - anuncio el proyecto, -en el contexto de una de las reuniones de la Asamblea del Milenio sobre desarrollo sostenible que tuvo lugar en Johannesburgo, Sudáfrica, (desde el 26 de agosto al 4 de septiembre de 2002) con el nombre actual y extendiendo formalmente su aplicación a otras áreas extractiva, específicamente, la minería y la extracción de piedras preciosas. Tanto Ghana, como Nigeria y Azerbaiyán se ofrecieron para pilotear o probar la nueva aproximación. En abril de 2009, EITI está siendo implementada en 29 países ricos en recursos naturales.

## Organización y trabajo
En mayo de 2005 se formó un Grupo Avisor Internacional (IAG, por sus siglas en inglés) bajo la dirección de Peter Eigen. Miembros de la IAG incluyen los gobiernos de Azerbaiyán, Nigeria, Francia, Noruega, Perú y EE. UU.; empresas privadas tales como Anglo American plc , BP, Chevron Corporation y Petrobras; y ONGs tales como la “Conferencia Episcopal de África Occidental”, Global Witness, Revenue Watch Institute y la “Coalición Azerbaiyani por el EITI”. La organización es además apoyada por varios gobiernos y organismos internacionales, tales como el Banco Mundial y el FMI.
En octubre de 2006 tuvo lugar la primera conferencia de EITI, en Oslo, (Noruega) y el secretariado se instaló en esa ciudad en marzo de 2007. 
Otra conferencia tuvo lugar en Doha en febrero de 2019.
El presidente actual de la organización es Fredrik Reinfeldt, un político y economista sueco que ocupó el cargo de primer ministro de Suecia entre los años 2006 y 2014.

## Reportajes, guías e implementación
EITI ha producido una Declaración de Principios y un conjunto de “guías para reportajes” -obtenibles desde su sitio web oficial- así como un conjunto de Seis Criterios que representan el estándar mínimo de implementación de la aproximación EITI. 
Hasta el presente, -mediados del 2009- diez países han producido “informes EITI” y solo uno - Azerbaiyán - es reconocido como implementando las recomendaciones en forma completa.
Sin embargo, y en parte gracias al apoyo del Banco Mundial, se han implementado una series de medidas a nivel internacional que están resultando en una transparencia incremental en los movimientos de capital en varias áreas extractivas y asociadas de importancia, por ejemplo, en la construcción del oleoducto entre Chad y Camerún y la del oleoducto Bakú-Tiflis-Ceyhan

## Países candidatos a ser reconocidos como implementando el sistema
Burkina Faso.-
Mauritania.-
Camerún.-
Mongolia.-
República Centroafricana.-
Nigeria
Costa de Marfil.-
República Democrática del Congo.-
Noruega.-
Guinea Ecuatorial.-
Perú.-
Gabón.-
República del Congo.-
Ghana.-
Santo Tomé y Príncipe.-
Guinea.-
Sierra Leona.-
Kazajistán.-
Tanzania.-
Kirguistán.-
Timor Oriental.-
Liberia.-
Yemen.-
Madagascar.-
Zambia.-
Malí.-
Guatemala.-
Trinidad y Tobago.-
República Dominicana.-

## Países que apoyan la iniciativa
Un número de gobiernos han decidido apoyar la iniciativa EITI. Ese apoyo consiste en proveer recursos financieros, políticos y técnicos. El único requisito formal para ser parte de este grupo es declarar públicamente la intención de hacerlo. Sin embargo, la organización provee una lista de requerimientos adicionales que ella estima sería deseable formara parte de tal apoyo.
La lista de estos países incluye:
	•	Australia
	•	Bélgica
	•	Canadá
	• Alemania
	•	Finlandia
	•	Francia
	•	Italia
	•	Japón
	•	Países Bajos
	•	Noruega
	•	Catar
	•	España
	•	Suecia
	•	Suiza • Reino Unido • EE. UU.
	El 15 de octubre de 2020, Ecuador se adhirió a la iniciativa EITI.